# جیمز همیلتون
جیمز همیلتون (James Hamilton) (متولد ۱۷۱۰ در شهرستان آکوماک (احتمالاً)، ویرجینیا – ۱۴ اوت درگذشتهٔ ۱۷۸۳، شهر نیویورک)، پسر وکیل شناخته شدهٔ آمریکایی اندرو همیلتون، یک وکیل برجسته و شخصیت دولتی در فیلادلفیا و پنسیلوانیای استعماری بود. او از ۱۷۴۸ تا ۱۷۵۴ و همچنین از ۱۷۵۹ تا ۱۷۶۳، به عنوان معاون فرماندار استان، خدمت کرد.

## زندگی
جیمز همیلتون در ۱۷۱۰ میلادی در فیلادلفیا بدنیا آمد. همیلتون قبل از اینکه در ۱۷۳۱ وکیل شود، در فیلادلفیا و انگلستان تحصیل کرده بود. زمانی که پدرش که یکی از پیشکسوتان دادگاه عالی پنسیلوانیا بود، در ۲۸ دسامبر ۱۷۳۳ استعفا داد، همیلتون در آن دفتر، منصوب شد.
در می ۱۷۳۴، پدر جیمز، اندرو همیلتون، شهر لنکسترِ پنسیلوانیا را به مبلغ ۵ شیلینگ به او فروخت. بعداً در بیست و یکم همان ماه، همیلتون جوان، حق امتیازی را از خانواده پن برای واگذاری زمین در لنکستر، به دست آورد.
جیمز همیلتون پس از فوت پدرش در ۴ اوت ۱۷۴۱، دارایی ۱۵۰ جریبی به نام بوش هیل در شمال شهر را از او به ارث برد. او به برادر همسرش، ویلیام آلن در اداره زمین‌هایی که پدرش برای استفاده در خانه ایالتی و فضای عمومی اطراف آن خریداری کرده بود، کمک کرد.
همیلتون از ۱۷۳۵ تا ۱۷۴۰ میلادی عضوی از مجلس استانی بود. همیلتون در ۱۷۴۵ برای عضویت در مجمع استانی انتخاب شد و پس از آن پنج بار دیگر هم انتخاب شد. او از اکتبر ۱۷۴۵ به مدت یک سال شهردار فیلادلفیا بود. همیلتون در زمان خدمت خود به عنوان شهردار، سوابقی از خدمتکاران و کارآموزان پیش از خود داشت که مورخان از آن برای سنجش ماهیت و نوع قرارداد در فیلادلفیا و به‌طور کلی پنسیلوانیا استفاده کرده‌اند؛ زیرا فیلادلفیا محل ورود خدمتکارانی بود که از اروپا به مستعمره می‌آمدند.
همیلتون در ۱۷۴۶ به عضویت شورای استانی درآمد. او به وسیله پسران ویلیام پن به سمت فرمانداری نظامی منصوب شد و تا ۱۷۵۴ در این سمت باقی‌ماند. سپس دوباره از ۱۷۵۹ تا ۱۷۶۳ و همین‌طور در سال‌های ۱۷۷۱ و ۱۷۷۳ نیز خدمت کرد.
در ۱۳ سپتامبر ۱۷۶۱، همیلتون و ویلیام آلن، قرعه شماره ۱ و سایر اموالی را که اندرو همیلتون و آلن به دست آوردند، به اسحاق نوریس دوم و سایر متولیان خرید ملک برای مجلس استانی فیلادلفیا منتقل کردند. انتقال این زمین محیط حیاط را تکمیل کرد: این ملک شامل مجلس استانی و فضاهای عمومی اطراف آن بود.
زمانی که پایتخت فدرال در فیلادلفیا قرار داشت، همیلتون به مدت طولانی در انگلستان اقامت داشت. او برای اقامت معاون رئیس‌جمهور، بوش هیل را به دولت اجاره داد.

## نایب فرماندار استان پنسیلوانیا
معاون فرماندار، ۲۳ نوامبر ۱۷۴۸ تا ۳ اکتبر ۱۷۵۴ و اکتبر ۱۷۵۹ تا نوامبر ۱۷۶۳ همیلتون وقتی مأموریت معاون فرمانداری استان را از پنس دریافت کرد، در سال ۱۷۴۸ از لندن بازدید کرد. او پس از بازگشت به فیلادلفیا، با ناآرامی‌هایی از سوی بومیان آمریکا، مواجه شد. سرزمین آنها در شمال بلو مانتین (غرب رودخانه ساسکوهنا) توسط مهاجران به‌صورت غیرقانونی مورد تجاوز قرار گرفت. همیلتون در ۱۷۴۹ به ریچارد پیترز و کنراد وایزر اجازه داد تا پس از خرید زمین‌ها، اقدام به حذف ساکنان آن کنند و حتی در صورت نیاز، از زور هم برای حذف آنها استفاده کنند.
دیگر مشکلاتی که همیلتون با آن روبرو شد، عبارت است از:
- تجاوز ارتش فرانسه به قلعه‌هایی در مناطق پنسیلوانیا چارتر در جزیره پرسک، ونانگو، لا بوئوف و دو کوئزنه.
- سازماندهی مجمع و تأمین مالی دفاع (در برابر فرانسوی‌ها) در مخالفت با عضو صلح طلب کواکر در مجمع
- درگیری میان مجمع و مالکان بر سر اخذ مالیات از مالکیت زمین
- نارضایتی مجمع از امتناع مالکان از رسیدگی به درخواست تجدیدنظر از آنها در مورد تصمیمات معاون فرماندار
- عدم افشای دستورالعمل مالکان دربارهٔ منافع مالی صورت‌حساب‌های مالی برای مجمع که همیلتون تصویب کرد.
- کنگره استان آلبانی با حضور جان پن و بنجامین فرانکلین که تشکیل اتحادیه استعماری را برای دفاع در برابر فرانسوی‌ها و سرخ‌پوستان پیشنهاد کردند.

همیلتون به دلیل تیرگی روابطش با مجمع، در تلاش برای پیروی از دستورالعمل‌های ملاکان، استعفا داد.
به دنبال فراخواندن ویلیام دنی، همیلتون برای دومین بار به سمت معاون فرماندار منصوب شد. جنگ فرانسه و سرخ‌پوستان رو به پایان بود. با این حال، پنسیلوانیا در آن زمان با جنگ پونتیاک روبرو بود. دلاور و شاونی به عمق مرزی پنسیلوانیا حمله کردند، اسیر گرفتند و شهرک نشینان را کشتند. شورشی به رهبری یک گروه پارتیزانی که به پسران پکستون معروف شدند، در مستعمره اتفاق افتاد. جان پن، نوه ویلیام پن، جایگزین همیلتون شد.

## رئیس شورای استانی ۱۷۷۱
زمانی که جان پن پس از فوت پدرش، فیلادلفیا را برای بازگشت به انگلستان ترک کرد، همیلتون نقش مدیر اجرایی را بر عهده گرفت. تا وقتیکه ریچارد پن جونیور (برادر جان) به سمت معاون فرماندار استان منصوب شد، شورا از تصویب هرگونه مصوبه مجمع منع شد، بنابراین این نقش تا اکتبر، کاملاً تشریفاتی و اداری بود.

## مرگ و میراث
همیلتون در تأسیس چندین مؤسسه در فیلادلفیا فعال بود. او به عنوان رئیس هیئت امنای کالج فیلادلفیا (دانشگاه پنسیلوانیا امروزی) و به عنوان رئیس انجمن فلسفی آمریکا، خدمت کرد.
از آنجاییکه او پسری در قید حیات نداشت، در زمانی که پایتخت فدرال در فیلادلفیا قرار داشت، برادرزاده‌اش ویلیام همیلتون، املاک بوش هیل را به ارث برد.
در زمان همه‌گیری تب زرد در ۱۷۹۳، ساختمان‌های بیرونی املاک بوش هیل، برای مدت چندین ماه به عنوان بیمارستان برای بیماران مبتلا به تب، استفاده می‌شد.